# Guo Huai
Guo Huai (187 - entre 253 et 255) fut général et ministre des Wei.
Reconnu pour sa piété filiale et sa grande intégrité, il fut Conseiller de la Cour, Historiographe sous le compte du bureau du Premier Ministre puis Commandant sous Xiahou Yuan.

## Biographie
En tant que Général en Marche, il convainquit Cao Hong de ne pas faire exécuter Zhang He à la suite de sa cuisante défaite à la Passe de Wakou en l’an 218, puis rassembla les forces défaites à la suite de la mort de Xiahou Yuan, ce qui contribua à stabiliser les armées Wei dans la région. Lorsque Cao Pi monta au trône, Guo Huai fut nommé Conseiller Senior Qui Contrôle l’Ouest et devint par après Préfet de Youzhou, Protecteur Impérial de la province de Yong, de même que Seigneur de Sheting.
En l’an 227, Cao Zhen le choisit comme son Commandant Adjoint pour contrer l’invasion des Shu menée par Zhuge Liang. Bien qu’il proposa des tactiques ingénieuses, elles furent tout de même défaites à maintes reprises contre les armées de Zhuge Liang. À la suite de ces défaites, Sima Yi reprit les fonctions de Commandant en Chef et réussit à repousser l’invasion provenant des Shu alors que Guo Huai s’accorda également du mérite en battant les troupes de Wei Yan, Wang Ping et Gao Xiang, puis en occupant Liliu. De plus, avec Cao Zhen, ils s’accordèrent tout le mérite dans la reprise des districts de Nan’an, Tianshui et Anding.
Peu après, il fut assigné à la défense de Chang'an avec Zhang He, puis lors de la seconde campagne militaire de Zhuge Liang, il fut consulté à plusieurs reprises par Cao Zhen et défendit la ville de Meicheng.
Durant la troisième campagne, accompagné de Sun Li, il échappa à une embuscade de Zhuge Liang et vint joindre Cao Zhen.
Puis en l’an 231, lors de la quatrième invasion, il fut chargé de défendre les districts de Longxi et tenta avec Sun Li, mais toutefois sans succès, de prendre la Passe du Sabre.
Il fut également actif lors de la cinquième campagne militaire de Zhuge Liang alors qu’il commanda les forces des districts de Longxi et positionné à Beiyuan, affligea une défaite aux armées Shu.
Quelques années plus tard, en l’an 249, il brisa le coup d’État de Xiahou Ba avec l’aide de Chen Tai.
Enfin, il repoussa la première invasion contre les Wei de Jiang Wei avec succès et fut aussi actif dans la seconde où il fit changer d’allégeance les Qiang. C’est d’ailleurs dans celle-ci que Guo Huai mourut, atteint d’une flèche tirée par Jiang Wei, alors que ce dernier était en fuite.